# Mári
Mári ókori mezopotámiai város (a mai Szíria területén Tell-Hariri), az Eufrátesz felső folyásánál, egy hajdani virágzó állam központja.

## Története
Mári ősi város. Fontos kereskedelmi út mentén feküdt, mely helyzeténél fogva korán és könnyedén megalapozta gazdagságát. A III. évezred első felétől kezdve erőinek java részét egy másik ősi – sőt még ősibb –, de hanyatlóban levő kereskedelmi település, Ebla elleni hadakozás kötötte le, mígnem szövetségkötés lett a vége. Az ellentétek többnyire Emar város hovatartozásának eldöntése miatt robbantak ki, mely fontos kikötő a nagy folyamkanyarban. Mindemellett Mári politikailag nem – illetve rövid időre – jutott szerephez a tulajdonképpeni Mezopotámiában, egészen a III. uri dinasztia bukásáig.
Mári a Dzsemdet Naszr periódusban, az i. e. 3. évezredben vált lakottá és virágzó központtá. A sumer királylista szerint a vízözön utáni 10. dinasztia Mári dinasztiája volt: 6 királya összesen 136 évig uralkodott. Az uralkodóház nyelve nem sumer volt, hanem egy sémi dialektust beszéltek. S így Mári is része volt a korai Kistől Ebláig terjedő kultúrának.
Az i. e. 24. század közepétől Dél-Mezopotámia befolyása alá került. Az i. e. 21. században, a III. uri dinasztia idején uralkodói felvették a sakkanakku címet, ami az Akkád Birodalomban, majd később uri Sulgi igazgatási reformjában a birodalom periferiális részeit igazgató katonai kormányzók címe volt, az utóbbi idején már ismét sumer nyelven sagin. Viszont Mári nem kapcsolódott be a birodalom gazdasági vérkeringésébe, ami névleges függőségre utal. Apilkín már felvette a lugal címet is, i. e. 2007-ben pedig a névleges függőség is megszűnt, amikor Mári és Elám szövetséges seregei megverték Ibbí-Szín, Ur királyának seregét, és megdöntötték a III. uri dinasztiát.
Az elámiták és amoriták harcának eredményeként az amurrú dinasztiák kerültek hatalomra. Lakói ettől fogva főleg amoriták voltak. Legismertebb dinasztiája Jaggid-Lim, fia Jahdun-Lim – aki Samas templomát építette – és unokája Zimrí-Lim volt. Zimrí-Lim (Hammurapi kortársa, i. e. 18. század) levéltára lehetővé teszi a mezopotámiai események időpontjainak meghatározását az i. e. 2. évezredben. Az i. e. 18. század körül Nyugat-Ázsia kereskedelmi és kulturális központja lett, hatalma Babilónia határaitól Szíria határáig 480 kilométeren érvényesült. Márit Hammurapi foglalta és pusztította el i. e. 1757-ben, így lett Babilónia Mezopotámia központja. Mári korábbi jelentőségét soha többé nem nyerte vissza.

## Régészeti feltárás

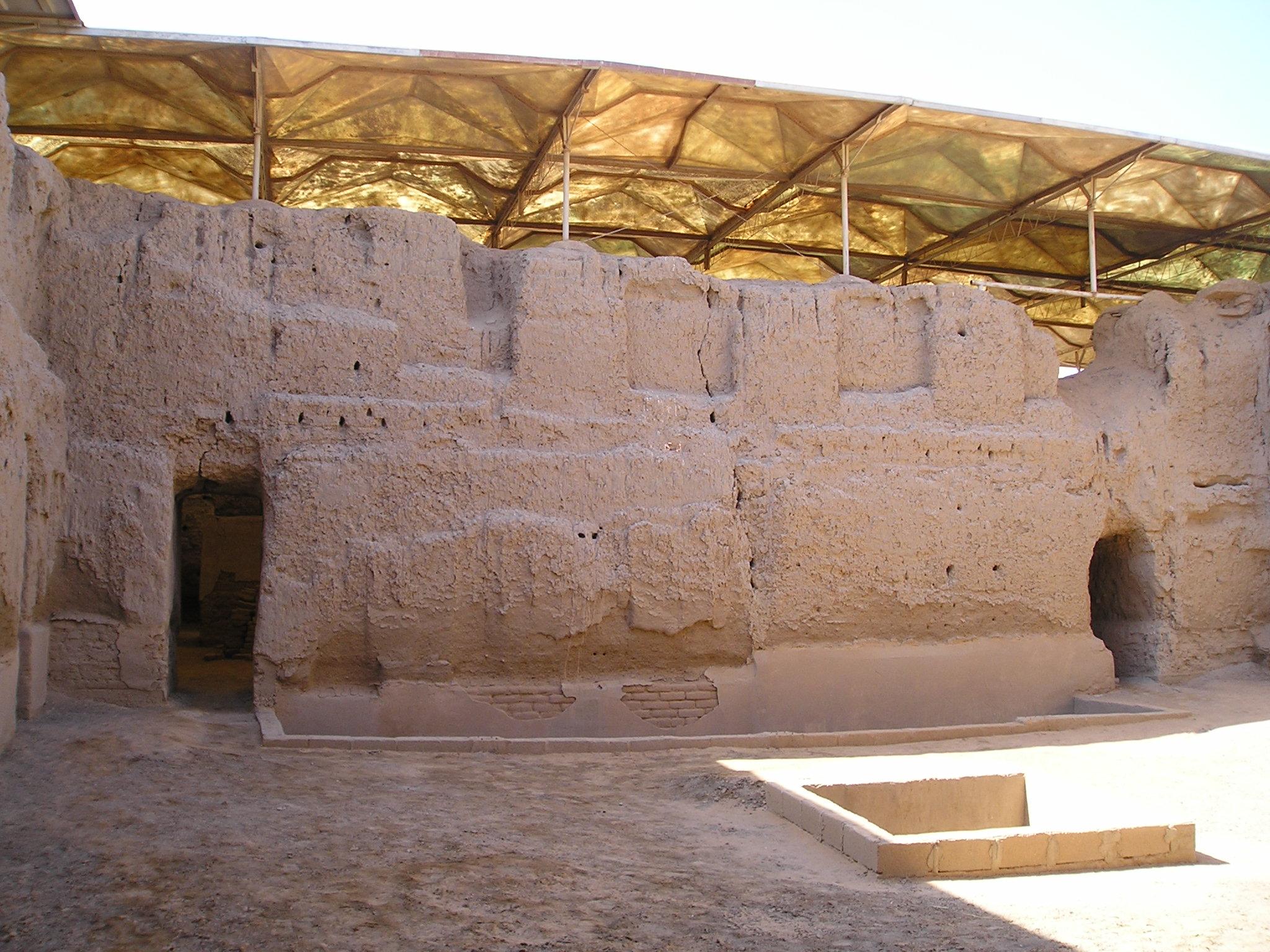
Zimri-lim palotájának maradványai

A települést arab sírásók fedezték fel véletlenül. A lelőhely feltárását 1933-ban kezdte és 21 ásatási idényben végezte a francia régész, André Parrot a Louvre expedíciója élén. Istár istennő temploma és más alkotások, amelyek a város romjai közül előkerültek, bizonyítják, hogy Mári korán kifejlesztette önálló, magas színvonalú művészeti stílusát.
Zimrí-Lim  levéltárát 1937-ben ásták ki. Huszonötezernél több agyagtáblát tartalmazott, amelyek lehetővé teszik a mezopotámiai események időpontjainak meghatározását az i. e. 2. évezredben. Megtalálták Zimrí-Lim nagy palotakomplexumát is, amelynek több mint kétszáz szobája volt és két hektárnyi helyet foglalt el. A helyiségeket szobrok és falfestmények díszítették. Feltűnően sok kép ábrázolt áldozati jelenetet, ami a vallásnak a város mindennapi életében betöltött jelentős szerepére utal. A „Halász zsákmányával” (Louvre, Párizs) olyan falfestmény része, amely a palota fogadótermét díszítette és egy ötrészes képsorozathoz tartozott, melyen szintén áldozati jelenetek voltak láthatóak. A falképeket vízfestékkel festették. Többnyire háborús vagy vallási jeleneteket ábrázoltak, de a palota falain geometriai formákból álló díszítések is találhatók.
1953-ban tárták fel Samas templomát, amit Jahdun-Lim épített, és aminek feliratos téglái szintén fontos történeti források.